# Søren Ryge Petersen
Søren Ryge Petersen (31 luglio 1945) è un conduttore televisivo, giornalista e scrittore danese.

## Biografia
Cresciuto ad Achtrup, nello Schleswig-Holstein, Petersen è divenuto Master of Arts in lingua danese presso l'Università di Aarhus. È un autodidatta in orticoltura. Fu redattore della rivista Haven (Il giardino) pubblicata dalla Danish Garden Society dal 1978 al 1990.
Nel 1988 ha ottenuto un proprio programma televisivo, DR-Derude (o DR Derude Direkte) su DR1, una diretta televisiva incentrata sul giardinaggio che Petersen trasmette dal proprio giardino a Djursland. Durante lo spettacolo è stato seguito da una telecamera presentando fiori e piante, e mostrando in che modo li conservava nel proprio giardino. Il programma fu in seguito rinominato Søren Ryge. L'episodio numero 100 è stato trasmesso il 6 agosto 2008 e ha mostrato vari clip provenienti dagli episodi precedenti.
Con il programma DR-Derude Søren Ryge Petersen ha realizzato una lunga serie di episodi per la Danmarks Radio, mostrando la natura del mondo e le sue popolazioni. In particolare, ha incontrato alcuni esempi di semplici uomini nel mondo per poter ritrarre il loro modo di vivere.
Oltre al giardinaggio, la serie di documentari di Petersen ha abbracciato una vasta varietà di argomenti. Tra questi vi è l'arte e la pittura: diversi episodi trattano infatti la biografia di pittori come i danesi Per Kirkeby (in un episodio del 1995), Anders Glob (nel 1997), Tróndur Patursson (nel 1999) e l'australiano John Olsen (nel 2000).

## Documentari
- Temalørdag: Naturen i kunsten (2003) (regista, presentatore)

## Televisione
- DR-Derude (246 episodi, 1998-2009) (regista, sceneggiatore, presentatore)

## Opere
- Dansk eller tysk, 1975 (ISBN 87-980193-2-5)
- Landet og året, 1995 (ISBN 87-00-22454-5)
- Historier fra Danmark, 1998 (ISBN 87-00-63192-2)
- Spørg Søren, 2001 (ISBN 87-567-6559-2)
- Fortællinger fra et tv-liv, 2001 (ISBN 87-7953-008-7)
- I haven, 2002 (ISBN 87-11-11549-1)